# Bahnhof Gößnitz
Der Bahnhof Gößnitz ist eine Eisenbahn-Betriebsstelle an der Bahnstrecke Leipzig–Hof und den hier einmündenden Bahnstrecken Glauchau-Schönbörnchen–Gößnitz und Gößnitz–Gera (Mitte-Deutschland-Verbindung).
Der Bahnhof Gößnitz wurde am 15. März 1844 mit dem Teilstück Altenburg–Crimmitschau von der Sächsisch-Bayerischen Eisenbahn-Compagnie eröffnet.

## Geschichte

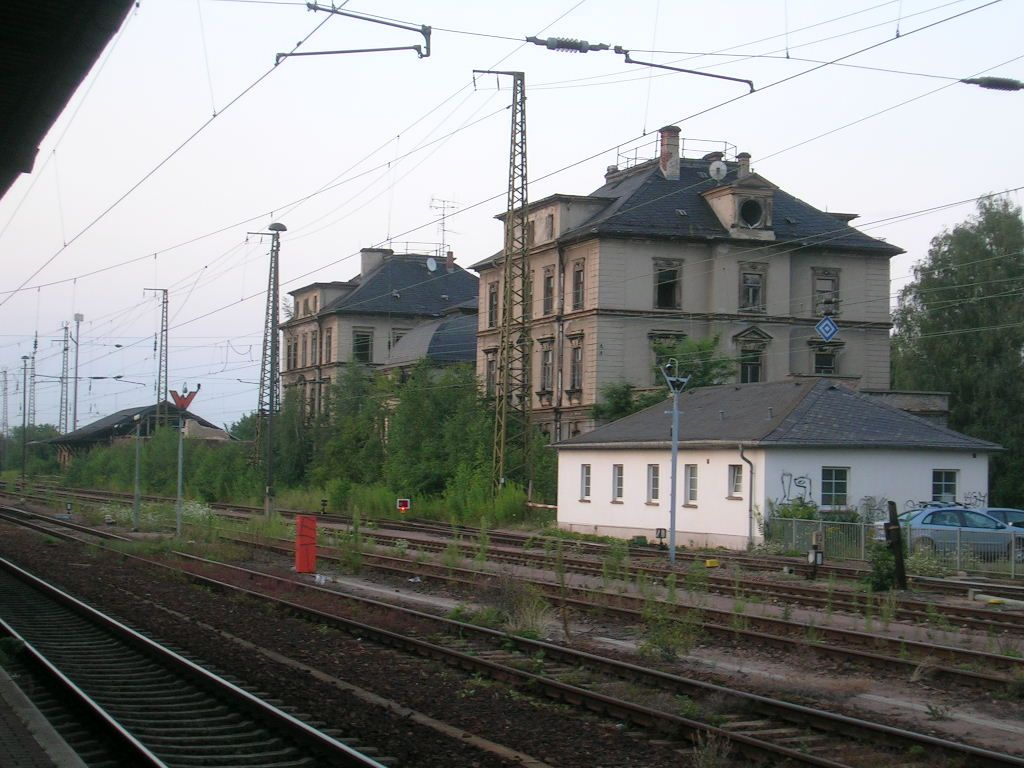
Empfangsgebäude vor Abriss (2007)

Am 1. Juli 1841 begann man mit dem Bau der Bahnstrecke Leipzig–Hof, deren erster Abschnitt am 19. September 1842 bis Altenburg eröffnet wurde. Am 15. März 1844 wurde das Teilstück bis Crimmitschau eröffnet und am 15. Juli 1851 wurde die gesamte Strecke freigegeben. Das erste Gößnitzer Bahnhofsgebäude war ein Holzbauwerk, das 1858 mit Eröffnung der Bahnstrecke Glauchau–Gößnitz am 15. November einem Neubau weichen musste. Die Bahnstrecke Gößnitz–Gera wurde am 28. Dezember 1865 eingeweiht. Der Bau des dritten Bahnhofsgebäudes erfolgte 1893.
In Gößnitz bestanden für Dampflokomotiven ein Wasserturm mit Hochbehälter und Wasserkräne. Diese Anlagen wurden nicht mehr benötigt, nachdem in den Jahren 1962/63 die Bahnlinie von Leipzig nach Reichenbach elektrifiziert wurde.
Im Jahr 2007 begann man mit dem Abriss des Wasserturmes, des Güterschuppens sowie des Nordflügels des repräsentativen denkmalgeschützten Bahnhofsgebäudes im Stil des Neobarock. Drei Jahre später folgte der Rest des Bauwerkes. Seitdem versucht die Stadt eine Lösung zu finden, da das Gelände der Deutschen Bahn gehört und diese nach dem Abriss keinen Handlungsbedarf sieht.
Im Jahr 2013 wurden vor dem Bahnhofsgelände eine Buswendeschleife und einige Parkplätze errichtet. Seit dem 15. Dezember 2013 ist Gößnitz in das Netz der S-Bahn Mitteldeutschland integriert.
Bis zur Mitte der 2020er Jahre wird die Strecke von Leipzig bis Werdau für Geschwindigkeiten bis 160 km/h grundlegend erneuert. In diesem Zusammenhang wird der Umbau des Bahnhofs Gößnitz als Building Information Modeling (BIM) Pilotprojekt geplant.

## Bahnsteiglänge

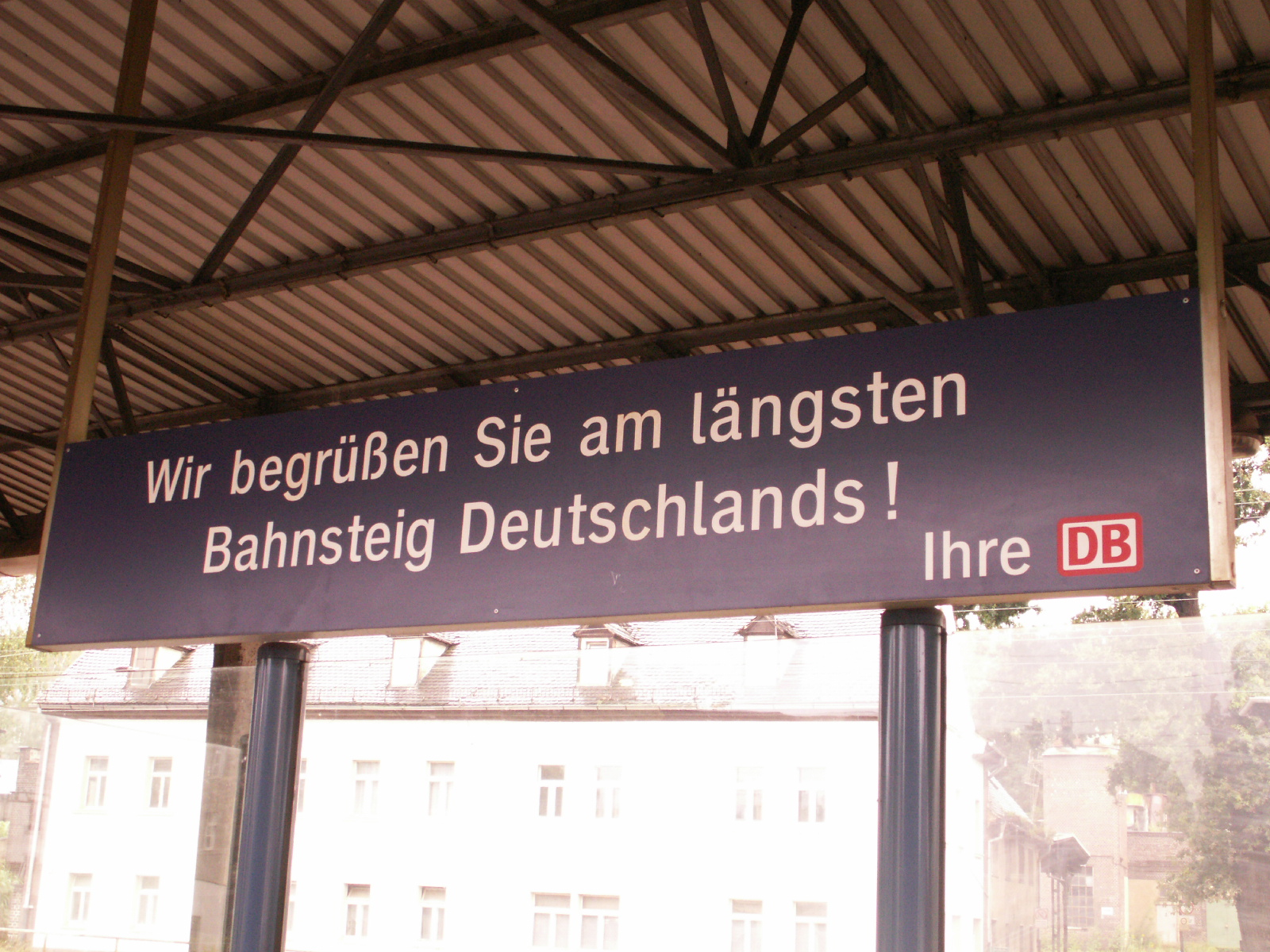
Ehemaliges Bahnsteigschild in Gößnitz

Der Bahnhof Gößnitz wurde mit einem besonders langen Bahnsteig gebaut, um gleichzeitig mehrere Züge an einem Bahnsteig halten zu lassen.
Ein Schild auf dem Bahnhof gab an, die Station besitze mit 608 Metern den längsten Bahnsteig Deutschlands. Auch im Bahnhofsregister der damaligen DB Station&Service war eine bauliche Länge von 608 Metern hinterlegt. Die Nutzlänge des Bahnsteiges wurde lediglich mit 435 Metern angegeben.
Gößnitz besaß faktisch aber nicht den längsten Bahnsteig Deutschlands. In den Hauptbahnhöfen von Essen (667 Meter), Mainz (627,5 Meter) und Hamburg (627 Meter) gibt es Bahnsteige mit einer größeren baulichen Länge als dies in Gößnitz war.
Im Zuge des Umbaus wurden die Bahnsteige neu errichtet.

## Personenverkehr

### Historie
Bis zum Fahrplanjahr 2000/2001 war Gößnitz Halt des Personenfernverkehrs. Das letzte Fernzugpaar, das in Gößnitz hielt, waren der Interregio 2792 München Hbf–Leipzig Hbf und der Schnellzug 2793 Leipzig–München. Der Bahnhof Gößnitz ist darüber hinaus ein wichtiger Knotenpunkt des ostthüringischen und westsächsischen Nahverkehrs. Zudem wurden zwischen Dezember 2002 und Juni 2014 Züge des Regionalverkehrs in Gößnitz geflügelt respektive vereint. Ein Zugteil der Regionalexpress-Linie 1, aus Richtung Erfurt kommend, fuhr über Werdau weiter nach Zwickau, während der andere Zugteil über Meerane nach Glauchau verkehrte. Bis Dezember 2011 fuhr der Zugteil Richtung Glauchau weiter nach Chemnitz und verband die beiden sächsischen Oberzentren mit dem Fernverkehrsknoten in Erfurt. Im Rahmen der Umstrukturierung des Regionalverkehrs infolge der Eröffnung des City-Tunnels Leipzig wurde der Zugteil nach Zwickau aufgegeben.

### Aktuell

Gleisplan des Bahnhofs Gößnitz

Der Bahnhof wird von den Linien S5 und S5X der S-Bahn Mitteldeutschland, die im Dezember 2013 im Zusammenhang mit dem City-Tunnel Leipzig in Betrieb genommen wurde, bedient. Die Linie S5 verkehrt stündlich von Halle Hauptbahnhof über Leipzig/Halle Flughafen, Leipzig Hbf bis Altenburg, von dort zweistündlich weiter über Gößnitz und Werdau nach Zwickau. Die S5 wird von einer stündlichen Express-Linie S5X ergänzt, die ebenfalls in Halle beginnt und nicht alle Stationen bedient. S5 und S5X ersetzen die zuvor hier verkehrenden Regionalexpress-Linien 8 (Leipzig–Zwickau) und 16 (Leipzig–Hof/Bad Brambach) sowie die Regionalbahn-Linie RB 130 (Leipzig–Altenburg–Gößnitz–Zwickau/Glauchau).
Die zweite wichtige Anbindung erfolgt aus Richtung Thüringen. Von Göttingen aus verkehren Neigetechnik-Triebwagen der Baureihe 612 der Deutschen Bahn über Erfurt, Jena-Göschwitz, Gera und Gößnitz weiter über Meerane nach Glauchau (Sachs). In Richtung Meerane wird der zweistündlich verkehrende Regionalexpress durch die Linie RB 37 der City-Bahn Chemnitz ergänzt, die Gößnitz und Glauchau verbindet und zusammen mit dem vorgenannten RE 1 einen ungefähren Stundentakt herstellt.
| Linie | Strecke | Taktfrequenz  | EVU                |
| ----- | --- | ------------- | ------------------ |
| RE 1  | Göttingen – Leinefelde – Mühlhausen – Bad Langensalza – Gotha – Erfurt Hbf – Weimar – Jena West – Jena-Göschwitz – Gera Hbf – Gößnitz – Glauchau | zweistündlich | DB Regio Südost    |
| RB 37 | Gößnitz – Glauchau | zweistündlich | City-Bahn Chemnitz |
| S 5   | Halle (Saale) Hbf – Flughafen Leipzig/Halle – Leipzig Hbf – Altenburg (– Gößnitz – Zwickau Hbf)                                                  | zweistündlich | DB Regio Südost    |
| S 5X  | beschleunigte S5: Halle (Saale) Hbf – Flughafen Leipzig/Halle – Leipzig Hbf – Altenburg – Gößnitz – Zwickau Hbf                                  | stündlich     | DB Regio Südost    |

(Stand: Juni 2024)